# Новоаширово
Новоаширово — село в Матвеевском районе Оренбургской области, административный центр сельского поселения Новоашировский сельсовет.

## География
Находится на расстоянии примерно 21 километр на юг-юго-запад от районного центра села Матвеевка.

## История
Основано в 1790—1795 годах выходцем из села Аширово (ныне Староаширово) по имени Бакир. Первоначальное население состояло из тептярей.

## Население
Население составляло 424 человека в 2002 году (татары 97 %), 330по переписи 2010 года.